# Yaowang Manzu Xiang
Yaowang Manzu Xiang (kinesiska: 药王满族乡, 药王) är en socken i Kina. Den ligger i provinsen Liaoning, i den nordöstra delen av landet, omkring 280 kilometer sydväst om provinshuvudstaden Shenyang. Antalet invånare är 15398. Befolkningen består av 7 349 kvinnor och 8 049 män. Barn under 15 år utgör 17,0 %, vuxna 15-64 år 71 %, och äldre över 65 år 11,0 %.
Genomsnittlig årsnederbörd är 766 millimeter. Den regnigaste månaden är juli, med i genomsnitt 183 mm nederbörd, och den torraste är februari, med 5 mm nederbörd.